# Carvão ativado (medicação)
O carvão ativado, também conhecido como carbono ativado, é um medicamento usado para tratar intoxicações ocorridas via oral. Para ser eficaz, deve ser usado num curto espaço de tempo após a ocorrência do envenenamento, normalmente uma hora. Não funciona para envenenamentos por cianeto, agentes corrosivos, ferro, lítio, álcoois ou malatião. Pode ser tomado por via oral ou administrado por sonda nasogástrica. Outros usos incluem dentro de máquinas de hemoperfusão.
Os efeitos colaterais mais comuns incluem vômitos, fezes pretas, diarreia e constipação. O efeito colateral mais grave, pneumonite, pode ocorrer se for aspirado para os pulmões. Obstrução gastrointestinal e íleo são efeitos adversos menos comuns, mas graves. O uso durante a gravidez e a amamentação é seguro. O carvão ativado funciona absorvendo a toxina.
Embora o carvão tenha sido usado desde os tempos antigos para envenenamentos, o carvão ativado é usado desde os anos de 1900. Está na Lista de Medicamentos Essenciais da Organização Mundial de Saúde. Os custos de atacado no mundo em desenvolvimento estão entre 0.46 e 0.86 dólares americanos por dose. Nos Estados Unidos, um tratamento custa menos de 25 dólares americanos. No Reino Unido, uma dose única custa cerca de 12 euros.